# 菲律賓鹹麵包
菲律賓鹹麵包（他加祿語、英語：pandesal；西班牙語：pan de sal）是一種由麵粉、糖、鹽、酵母、蛋製成的麵包，流行於菲律賓，西班牙文pan de sal即為「鹹麵包」之意。將麵團揉成長條狀後切塊烘烤。通常加熱後作為早餐食用，也可浸泡咖啡、熱可可、牛奶，搭配鹹甜醬料或直接食用。雖然叫菲律賓「鹹」麵包，但其實甜而不鹹，口感則類似法式長棍麵包。
菲律賓鹹麵包起源於西班牙殖民菲律賓時期，前身是改良自法式長棍麵包的「麵粉麵包」(pan de suelo)，由小麥粉製成，口感較硬且脆。由於菲律賓不產小麥，當地人遂改用價格便宜的劣質麵粉，使菲律賓鹹麵包的質地相對柔軟。20世紀初期美國殖民期間，因廉價美國麵粉的引入使菲律賓鹹麵包大為盛行，成為菲律賓的大眾美食。